# Ореховица (Бедековчина)
Ореховица је насељено место у саставу општине Бедековчина у Крапинско-загорској жупанији, Хрватска. До територијалне реорганизације у Хрватској налазила се у саставу старе општине Забок.

## Становништво
На попису становништва 2011. године, Ореховица је имала 237 становника.

## Попис1991.
На попису становништва 1991. године, насељено место Ореховица је имало 386 становника, следећег националног састава:
| Попис 1991.‍  | Попис 1991.‍  | Попис 1991.‍ | Попис 1991.‍ | Попис 1991.‍ |
| ------------ | ------------ | ----------- | ----------- | ----------- |
|              |              |             |             |             |
| Хрвати       | Хрвати       |             | 378         | 97,92%      |
| Југословени  | Југословени  |             | 1           | 0,25%       |
| неопредељени | неопредељени |             | 1           | 0,25%       |
| непознато    | непознато    |             | 6           | 1,55%       |
| укупно: 386  |              |             |             |             |